# Yonashiro George
Yonashiro George (sinh ngày 28 tháng 11 năm 1950) là một cầu thủ bóng đá người Nhật Bản.

## Đội tuyển bóng đá quốc gia Nhật Bản
Yonashiro George thi đấu cho đội tuyển bóng đá quốc gia Nhật Bản từ năm 1985.

## Thống kê sự nghiệp
| Đội tuyển bóng đá Nhật Bản | Đội tuyển bóng đá Nhật Bản | Đội tuyển bóng đá Nhật Bản |
| Năm                        | Trận                       | Bàn                        |
| -------------------------- | -------------------------- | -------------------------- |
| 1985                       | 2                          | 0                          |
| Tổng cộng                  | 2                          | 0                          |